# Mix FM
Mix FM este un post de radio din România, deținut de omul de afaceri Aristotel Căncescu. Postul de radio a fost lansat în anul 1994 ca Radio Tinerama, astfel, în 2001, Radio Tinerama a devenit Mix FM.
În anul 2007, Aristotel Căncescu a vândut 25 de licențe din rețeaua Mix FM companiei SBS,
pentru șase milioane de euro,
dar a păstrat licența pe satelit și frecvențele Mix FM din Alexandria, Botoșani, Caracal, Făgăraș, Râșnov, Satu Mare și Zalău.
De asemenea, Mix a mai rămas și cu licențele din Brașov, Covasna și Gheorgheni, dar și cu cele din Galați și Târgu-Jiu.
Începând din data de 7 iunie 2022, frecvențele Mix FM din județul Harghita au fost cedate către Rádió GaGa.
La 1 aprilie 2024, a fost închisă oficial televiziunea locală din Brașov Mix TV, fondată și deținută de Aristotel Căncescu.